# Inermisia pilifera
Inermisia pilifera är en svampart som först beskrevs av Mordecai Cubitt Cooke, och fick sitt nu gällande namn av Dennis & Itzerott 1973. Inermisia pilifera ingår i släktet Inermisia och familjen Pyronemataceae.   Inga underarter finns listade i Catalogue of Life.